# Umbelopsis angularis
Umbelopsis angularis är en svampart som beskrevs av W. Gams & M. Sugiy. 2003. Umbelopsis angularis ingår i släktet Umbelopsis och familjen Umbelopsidaceae.   Inga underarter finns listade i Catalogue of Life.